# Leberwurst

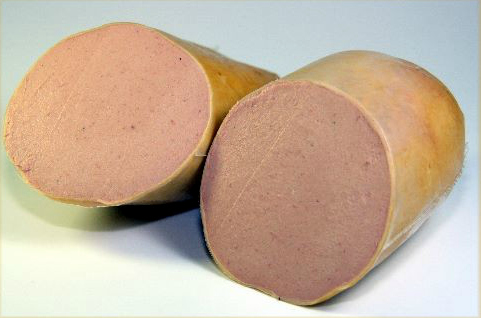
Una sección de una Leberwurst (Embutido de hígado) finamente picada, lista para untar en pan.

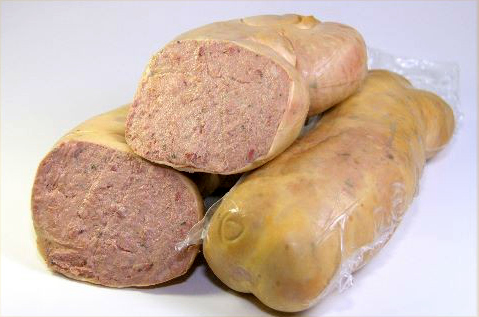
Una sección de una Leberwurst (Embutido de hígado) gruesa, lista para untar en pan.

La Leberwurst (del alemán: Leber = hígado; Wurst = embutido)  es un embutido muy típico de la cocina alemana y consiste en un puré de hígado que puede estar finamente picado (feine Leberwurst) o grueso (grobe Leberwurst); este embutido cae dentro de la sección de las salchichas cocidas que contienen tocino, grasa, carne y diversas especias como mejorana o tomillo. La proporción de carne de hígado oscila entre el 10 y el 15 %. Una proporción mayor de hígado haría el sabor demasiado intenso o casi imposible de untar en pan debido a la estructura poco pastosa del hígado.

## Características
Sólo se puede denominar con la categoría de Delikatessleberwurst si llevara hígado con algún otro ingrediente que le hiciera tener esta denominación. A menudo se suele encontrar con diferentes hierbas aromáticas, trufa u otras finezas. La Leberwurst se suele embutir en tripas de ternera o de cerdo y los hígados empleados suelen ser igualmente de estos animales y además de jabalí e incluso de aves, existen excepciones de leberwurst con bajo contenido de grasa para las dietas: Diätleberwurst, pero esto es tomado más como una curiosidad.

## Variantes
La Leberwurst existe en diferentes formatos hoy en día, y puede comprarse en cualquier charcutería de toda Alemania, existen variedades ahumadas o sin ahumar, envasadas en latas o en cristal. Es muy conocido en la cocina de Baviera la Schlachtplatte (plato de matanza) que contiene Leberwürstchen acompañadas de Blutwürstchen (morcillas) y carne diversa.
Normalmente este embutido se sirve en los desayunos e imbiss para ser untado con pan. Existen variedades de este embutido con comino, los hay dulces con miel, etc.